# Dmitrij Nikolaevič Bludov
Dimitrij Nikolaevič Bludov (in russo Граф Дмитрий Николаевич Блудов?; Romanovo, 16 aprile 1785 – San Pietroburgo, 19 febbraio 1864) è stato un politico russo.

## Biografia
Ufficiale di governo e politico, ebbe una carriera proficua sotto Nicola I di Russia che lo nominò vice ministro dell'educazione (1826–28), ministro della giustizia (1830–31, 1838–39), ministro dell'interno (1832–38), capo della Seconda Sezione (1839–62). Alessandro II di Russia lo nominò presidente dell'Accademia delle Scienze di San Pietroburgo (1855) e consigliere di stato (1862).
Pur con una carriera strabiliante alle spalle, Bludov è noto in particolare per il suo background letterario. Era imparentato per sangue con Gavrila Deržavin e Vladislav Ozerov. Fu inoltre membro fondatore della Società Arzamas col nome di Cassandra. Tra i suoi amici personali si ricordano Nikolaj Karamzin e Vasilij Žukovskij e fu proprio Bludov a pubblicare postume le loro opere. Sua figlia, Antonina Bludova, fu una scrittrice e nota salottiera della sua epoca.
Bludov fu a capo dell'ambasciata russa a Londra dal 1817 al 1820. Pur essendo amico di molti decabristi, Bludov presiedette il tribunale che li condannò a morte. Durante il regno di Nicola I venne considerato uno degli ufficiali di governo più liberali. Venne incaricato di riorganizzare i tribunali nazionali e di redigere la bozza per un nuovo codice penale (adottato nel 1845).
Lev Tolstoj frequentava la casa di Bludov e disse che essa era il luogo "ove scrittori e in generale le persone migliori del suo tempo si incontravano. Ricordo di avervi letto I due ussari per la prima volta. Bludov era un uomo nel contempo vicino ai decabristi ed ai movimenti più progressisti. Continuò comunque a servire nel governo di Nicola I".
Nel 1830, Carl Friedrich von Ledebour in 'Icones Plantarum' (Icon. Pl.) vol. 2 pag. 5 nominò una tipologia di iris col nome di Iris bloudowii in onore del politico russo.

## Matrimonio e figli

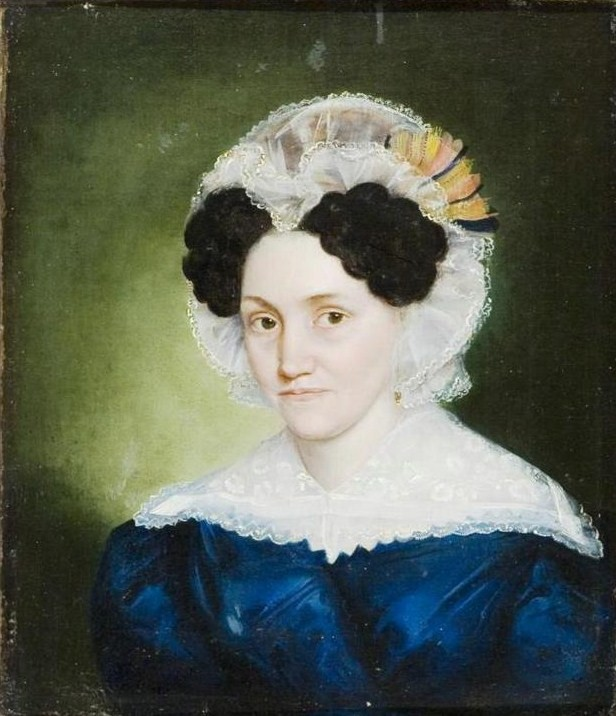
La principessa Anna Andreevna Ščerbatova

Il 26 aprile 1812, Bludov sposò la principessa Anna Andreevna Shcherbatova (1 giugno 1777 - 2 giugno 1848), damigella d'onore (1797), figlia del principe A. N. Ščerbatov. Da questa unione nacquero i seguenti figli:
- Antonina (1813-1891), damigella d'onore, autrice di "Appunti" con ricordi di Puškin
- Lydija (7 dicembre 1815-1882), damigella d'onore, sposò nel 1837 il conte Egor Ivanovič Ševič, figlio del generale Ivan Egorovič Ševič
- Andrej (1817-1886), diplomatico, servì come ambasciatore russo in Svezia, poi in Belgio
- Vadim (1819-1902)